# Eburia inermis
Eburia inermis là một loài bọ cánh cứng trong họ Cerambycidae.